# Mario Roso de Luna

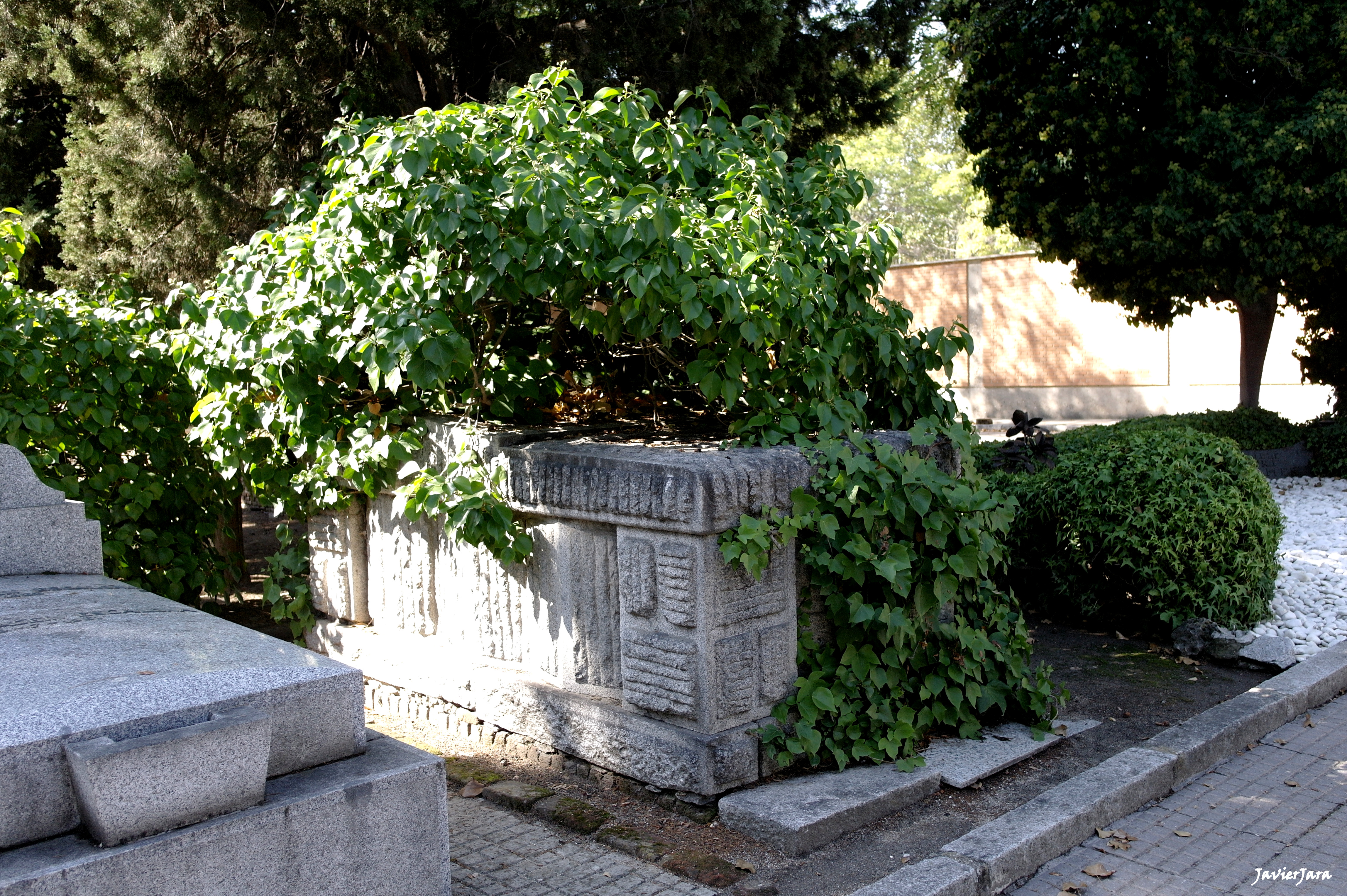
Tomba de Mario Roso de Luna al Cenentiri de Madrid.

Mario Roso de Luna (Logrosán, Càceres, Extremadura, 15 de març de 1872 - Madrid, 1931) fou un teòsof, astrònom, periodista, escriptor i maçó espanyol, d'Extremadura.

## Obres
Esteban Cortijo va publicar el 2003 una edició en dotze volums de les seves obres completes.
- Vol. 1 La realidad y el ensueño.
  - Preparación al estudio de la fantasía humana bajo el doble aspecto de la realidad y el ensueño. La dama del ensueño.
  - Aberraciones psíquicas del sexo o El Conde de Gabalis.
  - Por el Reino encantado de Maya.

- Vol. 2 Ciencia y Teos.
  - Hacia la Gnosis.
  - En el Umbral del Misterio.
  - La Humanidad y los Césares.
  - La Ley XV de Toro.

- Vol. 3 España y América.
  - Conferencias teosóficas en América del Sur.
  - De Sevilla al Yucatán.

- Vol. 4 Arqueología y Astronomía.
  - Kinethorizon.
  - Evolución Solar y series astroquímicas.
  - La Ciencia hierática de los Mayas.
  - El Juego chino del Mah-Jongg (*).[nota 1]
  - Códices de Anahuac y la Baraja Española (*).
  - Una Maravilla Prehistórica (*).
  - La Magia y la escritura (*).

- Vol. 5 La Asturias Tenebrosa.
  - El Tesoro de los Lagos de Somiedo.
  - Don Roberto Frassinelli. El alemán de Corao. (*).
  - Libro de Bitácora de mis viajes a Asturias (*).
  - La Xana (*).

- Vol. 6 Simbolismo y religión.
  - Simbolismo de las religiones del mundo.
  - El Libro que mata a la Muerte o Libro de los Jinas.

- Vol. 7 Música de las estrellas.
  - Beethoven, teósofo
  - Wagner, mitólogo y ocultista.
  - El Libro de Oro de la Pianola (*).

- Vol. 8 La Esfinge.
  - La Esfinge.
  - Por las grutas y selvas del Indostán.
  - De gentes de otro mundo.

- Vol. 9 Helena Petrovna Blavatsky.
  - Una mártir del siglo XIX. H.P. Blavatsky.
  - Páginas ocultistas y cuentos macabros.

- Vol. 10 El Velo de Isis.
  - El Velo de Isis.
  - Simbología arcaica.
  - Significación filosófica de la teosofía.

- Vol. 11 Artículos.
  - En la Prensa de Madrid.
  - Prólogos.
  - Del Árbol de las Hespérides.
  - Novelas Cortas.
  - Logrosán: un legajo histórico.
  - El Mago Rojo de Logrosán.

- Vol. 12 Teosofía.
  - El Tíbet y la Teosofía (*).
  - Comentarios a la Genealogía del hombre de A. Besant (*).
  - Comentarios al libro de "Las estancias de Dzyan".
  - Correspondencia teosófica y ocultista.
  - Cartas al hijo.
  - Otras cartas (*).